# Asura albidorsalis
Asura albidorsalis är en fjärilsart som beskrevs av Alfred Ernest Wileman 1914. Asura albidorsalis ingår i släktet Asura och familjen björnspinnare. Inga underarter finns listade i Catalogue of Life.

## Bildgalleri

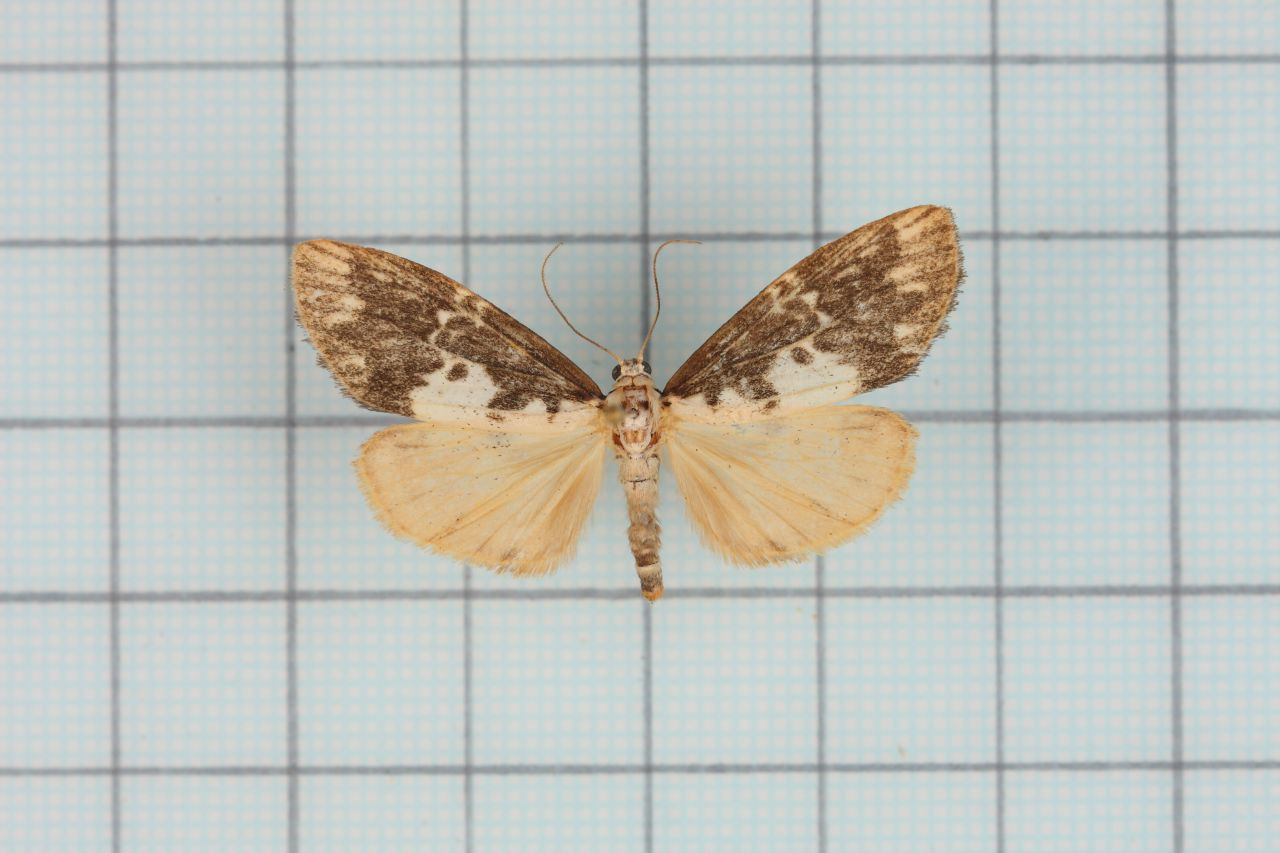
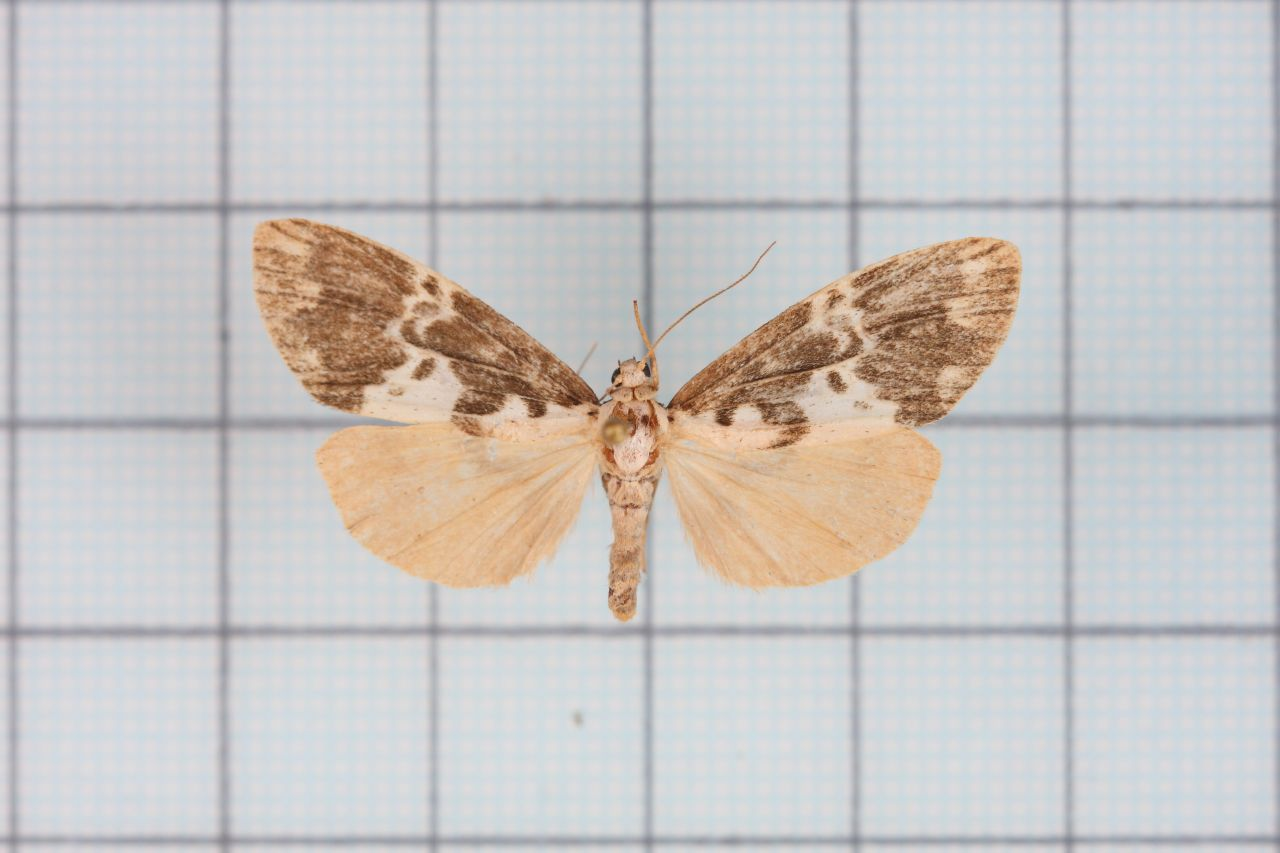
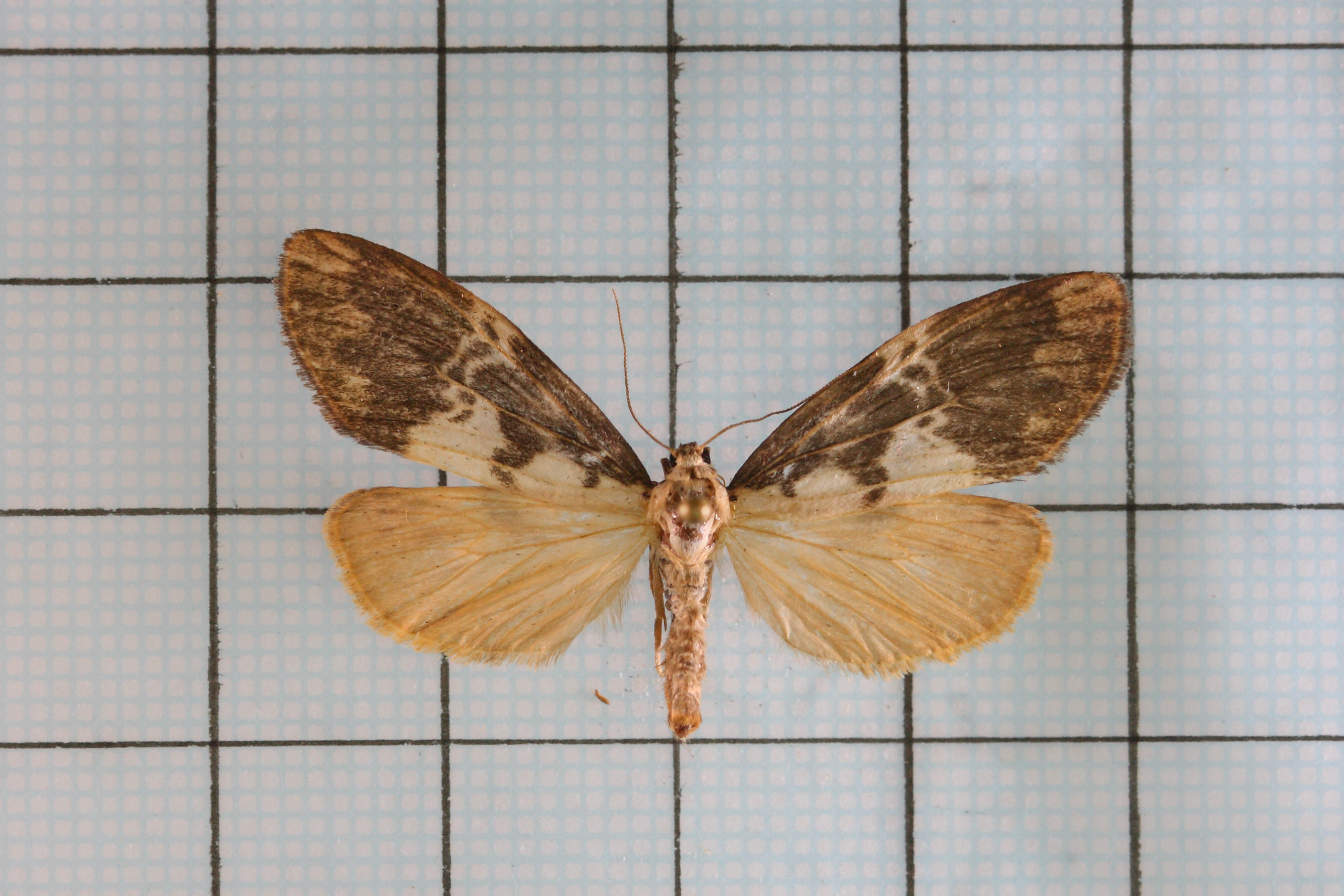